# Новониколаевка (Скадовский район)
Новоникола́евка (укр. Новомиколаївка) — село в Скадовском районе Херсонской области Украины. Центр Новониколаевской сельской общины.
Население по переписи 2001 года составляло 3600 человек. Почтовый индекс — 75712. Телефонный код — 5537. Код КОАТУУ — 6524782501.
С 2022 года находится под оккупацией России в ходе вторжения России на Украину.

## Местный совет
75712, Херсонская обл., Скадовский р-н, с. Новониколаевка, переул. Кирова, 26